# قلعة باكتون
كانت قلعة باكتون قلعة من القرون الوسطى بالقرب من كاربروك في ستاليبريدج ، مانشستر الكبرى ، إنجلترا. كان محاطًا بجدار حجري يبلغ عرضه 2.8 مترًا (9 قدمًا) وخندقًا بعرض 10 أمتار (33 قدمًا) بعمق 6 أمتار (20 قدمًا). باكتون هي واحدة من أقدم القلاع الحجرية في شمال غرب إنجلترا وتبقى على قيد الحياة فقط مع البقايا المدفونة المليئة بالخلنج والجفت. على الأرجح تم بناؤه وهدمه في القرن الثاني عشر. يعود أقدم سجل باقٍ للموقع إلى عام 1360 ، وفي ذلك الوقت كان الموقع مهجورًا. تشير الاكتشافات القليلة التي تم العثور عليها خلال التحقيقات الأثرية إلى أن قلعة بكتون ربما لم تكتمل.
في القرن السادس عشر ، ربما تم استخدام الموقع كمنارة لحج النعمة. خلال القرن الثامن عشر ، كانت القلعة محل اهتمام الباحثين عن الكنوز بعد شائعات عن اكتشاف الذهب والفضة في بكتون. تم استخدام الموقع كموقع شرك مضاد للطائرات خلال الحرب العالمية الثانية. بين عامي 1996 و 2010 ، تم التحقيق في قلعة بكتون من قبل علماء الآثار كجزء من مسح آثار تامسايد ، أولاً من قبل وحدة الآثار بجامعة مانشستر ثم مركز جامعة سالفورد لعلم الآثار التطبيقي. تضمن المشروع علم الآثار المجتمعي ، وشارك فيه أكثر من 60 متطوعًا. القلعة ، بالقرب من باكتون فالي المحجر ، هي نصب تذكاري قديم مجدول.
تقع قلعة باكتون على بعد 335 متر (1,099 قدم) فوق مستوى سطح البحر على تل باكتون ، وهو منحدر من الحجر الرملي شديد الانحدار ( grid reference SD98920162 ). إلى الجنوب والغرب توجد وديان Carr Brook و نهر تامي ، مانشستر الكبرى على التوالي. يقع Buckton Vale Quarry بالقرب من شرق القلعة ، بينما تبعد بلدة ستاليبريدج حوالي 4 كيلومتر (2 ميل) جنوب غرب الموقع.  إلى الشمال والشمال الشرقي من القلعة توجد مناطق مستنقعات بها خلنج وجفت.  ربما تم اختيار الموقع للسماح لحامية القلعة بحراسة وادي تام. 